# Wuxi Airport

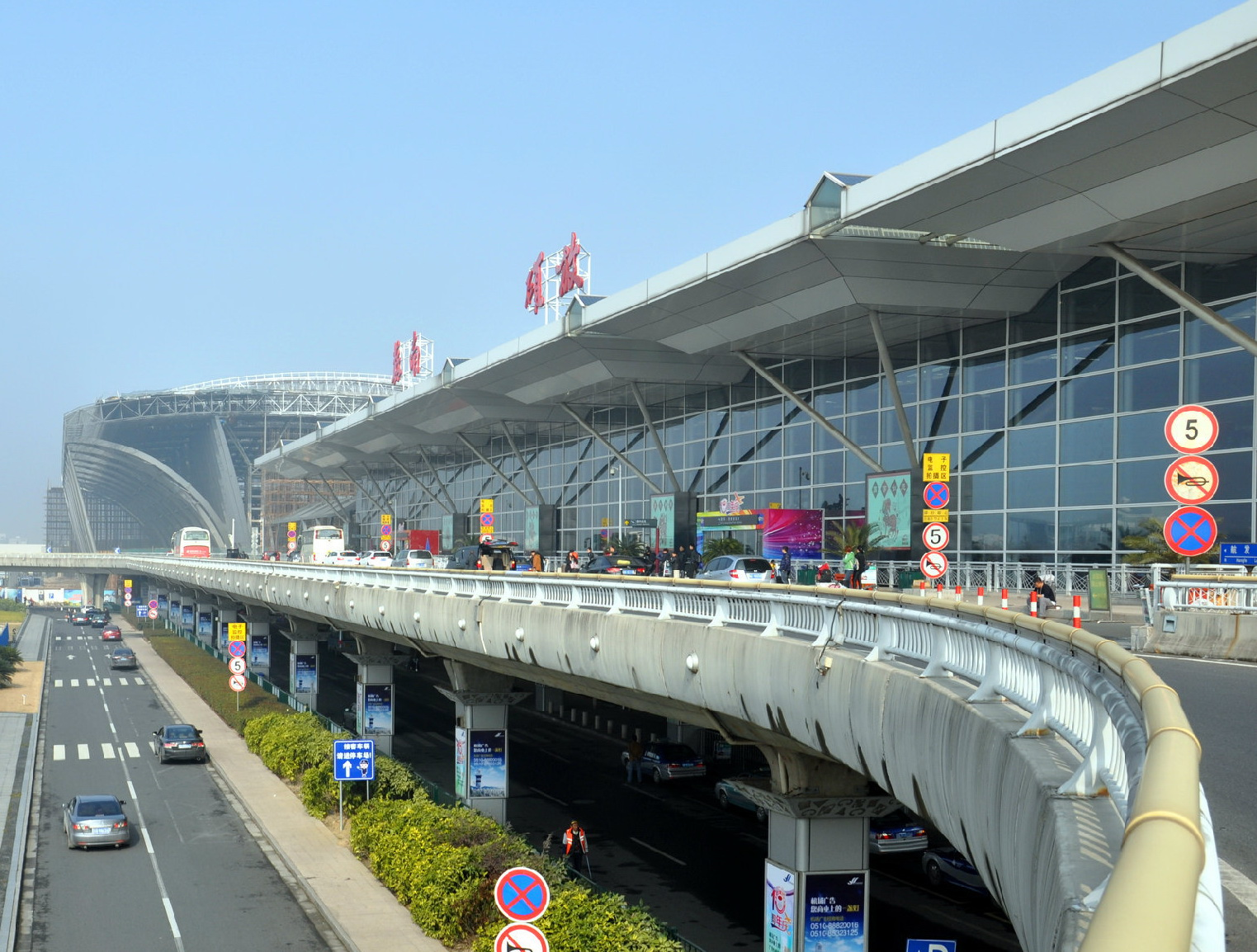

Wuxi Airport är en flygplats i Kina. Den ligger i provinsen Jiangsu, i den östra delen av landet, omkring 170 kilometer öster om provinshuvudstaden Nanjing. Wuxi Airport ligger 9 meter över havet.
Runt Wuxi Airport är det tätbefolkat, med 762 invånare per kvadratkilometer. Närmaste större samhälle är Wuxi, 15,7 km nordväst om Wuxi Airport. Trakten runt Wuxi Airport består till största delen av jordbruksmark.
Genomsnittlig årsnederbörd är 1 613 millimeter. Den regnigaste månaden är augusti, med i genomsnitt 234 mm nederbörd, och den torraste är januari, med 55 mm nederbörd.
I maj 2023 inleddes officiellt flygplatsens lastnavsstation och en del av det stödjande taxibanaprojektet för andra landningsbanan, vilket också markerade den officiella starten för flygplatsutbyggnaden.
Den 14 december 2024 översteg den årliga passagerargenomströmningen på Shuofang Airport 10 miljoner för första gången, och blev den andra flygplatsen i Jiangsu-provinsen med en årlig passagerargenomströmning på mer än 10 miljoner Wuxi Shuofang Airport planerar också att bygga en ny andra landningsbana och förlänga den första landningsbanan, den nya T3-terminalen, omfattande transportnav och annat innehåll har godkänts av Civil Aviation Administration i Kina.